# 湯川直樹
湯川 直樹（ゆかわ なおき、1967年 - ）は、日本の実業家。一般社団法人副理事長。

## 来歴

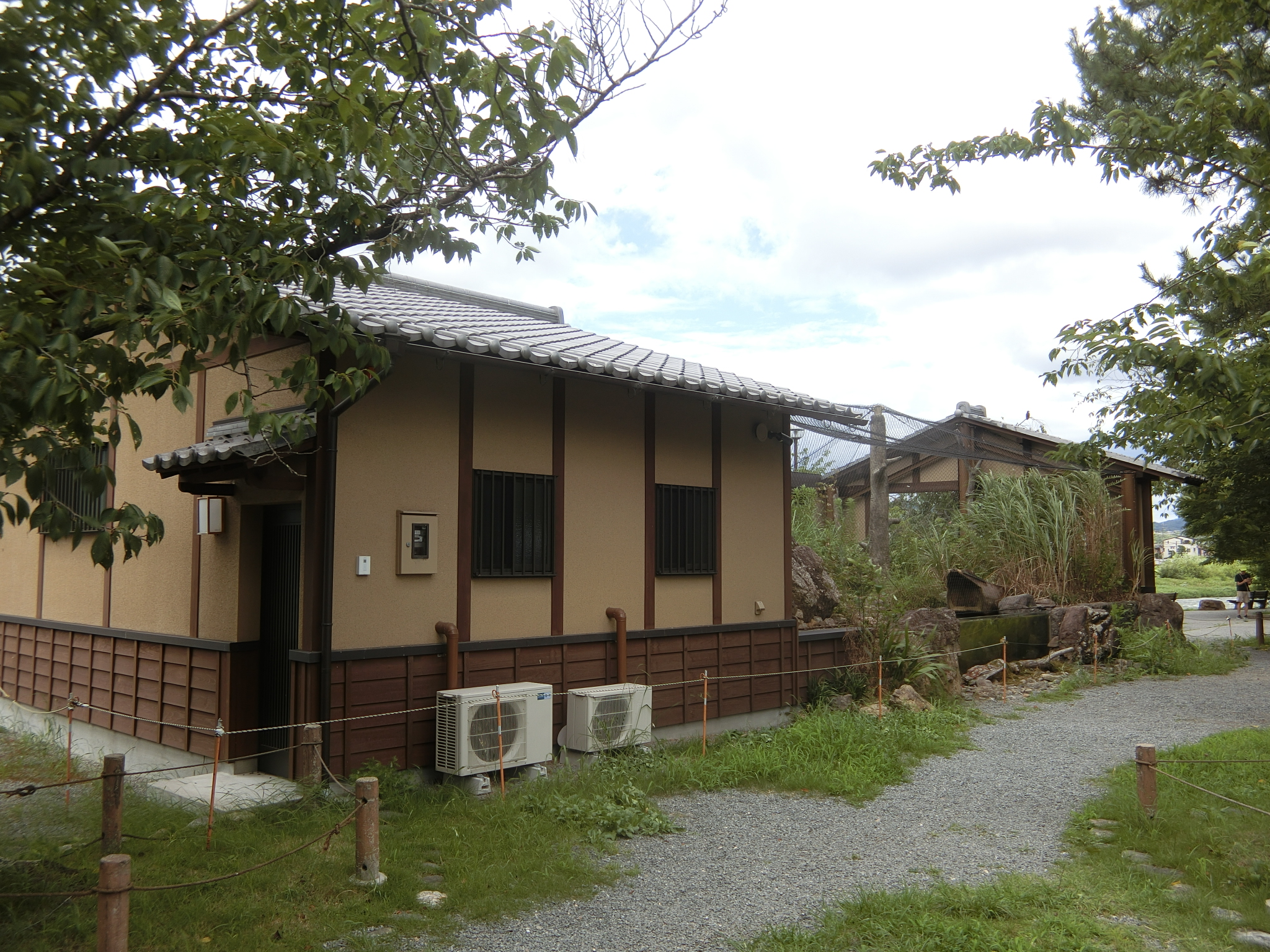
鵜飼小屋

嵐山通船社長時代、鳥インフルエンザの感染により多数の鵜が死亡してしまい、事業の継続が困難な状態に陥った。この状況を打開するために山階鳥類研究所の博士・奥野卓司、京都市長門川大作と協力し、秋篠宮文仁親王を名誉総裁に推戴して、鵜飼文化の振興を目的に嵐山鵜飼観光文化振興協会を立ち上げ、自らは同協会副理事に就任する。協会設立後は感染症対策を強化した新しい鵜小屋の建設および運営に尽力した。

## 人物
野宮神社（京都市右京区嵯峨野）の運営に協力した。
子女の湯川恭子は女優であり、2019年野宮神社（懸野直樹宮司）の第21回斎宮行列の斎宮代に選ばれている。